# Équipe de Tchécoslovaquie espoirs de football
L'équipe de Tchécoslovaquie espoirs de football est une sélection des meilleurs jeunes footballeurs tchécoslovaques, constituée sous l'égide de la Fédération tchécoslovaque de football. Elle prend part au championnat d'Europe espoirs, organisé tous les deux ans par l'UEFA de 1972 à 1994.
Cette équipe disparait peu après la dissolution de la Tchécoslovaquie. Deux sélections espoirs indépendantes lui succèdent : celle de la Tchéquie (héritière principale) et celle de la Slovaquie.

## Histoire
L'équipe fait ses débuts contre la Bulgarie (défaite 1 à 2) en 1967.
La Tchécoslovaquie participe à la première édition du Championnat d'Europe de football espoirs (moins de 23 ans) et est sacrée championne en 1972. En 1978, le championnat est réservé aux moins de 21 ans et l'équipe évolue dans ce sens.
De 1978 à 1994, elle réussit à se qualifier six fois sur neuf pour la phase finale et atteint les quarts-de-finale en 1978, 1980, 1988, 1990, 1992 et 1994. Elle commence sa dernière campagne de championnat d'Europe espoirs en 1992 et la poursuit sous la bannière du « Rassemblement des Tchèques et Slovaques » à partir de janvier 1993 jusqu'à son dernier match contre l'Italie en mars 1994.

## Palmarès
- Ch. Europe espoirs 
  - Champion : (1972)
- Tournoi de Toulon
  - Vainqueur : 1982
  - Finaliste : 1981, 1982 et 1990,
  - Troisième : 1974, 1980 et 1984